# Cicely Saunders
Cicely Saunders, OM, DBE (Londres, 22 de junho de 1918 – Londres, 14 de julho de 2005) foi uma médica, enfermeira, assistente social, e escritora inglesa. Em 1965, ela foi agraciada como Oficial da Ordem do Império Britânico. É reconhecida como a fundadora do moderno movimento hospice e recebeu muitas honrarias pelo mérito de seu trabalho.